# مطار بويرتو برينسيسا الدولي
مطار بويرتو برينسيسا الدولي (بالإنجليزية: Puerto Princesa International Airport)‏ (إياتا: PPS، إيكاو: RPVP) هو مطار عام يخدم مدينة بويرتو برنسيسا ويشغل المطار هيئة الطيران المدني الفلبينية.